# MG N-Type
MG N-Type Magnette модель британської компанії MG, що випускалась у 1934-1936 роках.

## Історія
Модель MG N-Type розробили на основі моделей MG K Magnette і MG L-Type Magna з новим шасі з широкою задньою частиною і спереду з кузовом на виносних опорах.

### MG NA

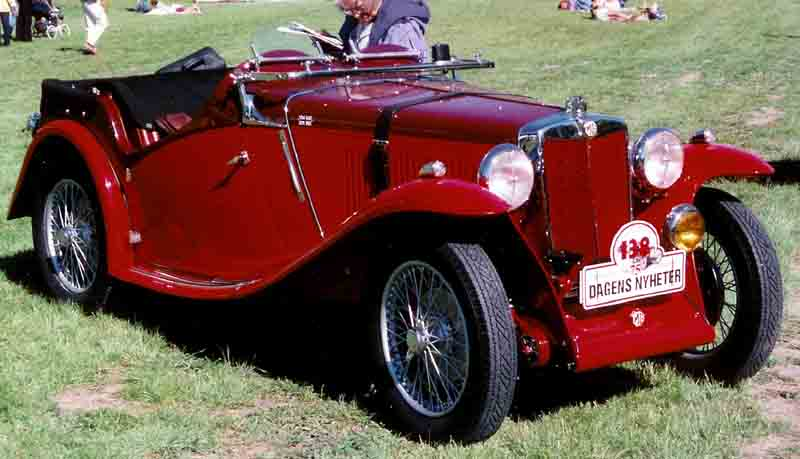
MG NA Magnette. 1934

Модернізований 6-циліндровий мотор KD об'ємом 1271 см³ походив з моделі MG К-Type, але розвивав 56 к.с. при 5500 об/хв. 4-ступінчаста КП не мала синхронізаторів. Дещо довші ресори кріпились гумовими опорами. На шасі ставили 2- і 4-місні кузови Бензобак був захований у задній частині авто. Кузов Airline Coupé не мав успіху.

### Технічні дані MG N-Type
|                    |                                                |
| Розміри            | Параметри                                      |
| Роки випуску:      | 1934-1935                                      |
| Колісна база:      | 2439 мм                                        |
| Колія:             | 1143 мм                                        |
| Тип кузова;        | 2- і 4-місні купе                              |
| Мотор              | 6-циліндровий, рядний                          |
| Потужність мотора: | 56 к.с.                                        |
| Об'єм мотора       | 1271 см³                                       |
| Трансмісія:        | КП 4-ступінчаста механічна без синхронізаторів |
| Швидкість:         | 121 км/год                                     |

### MG NB

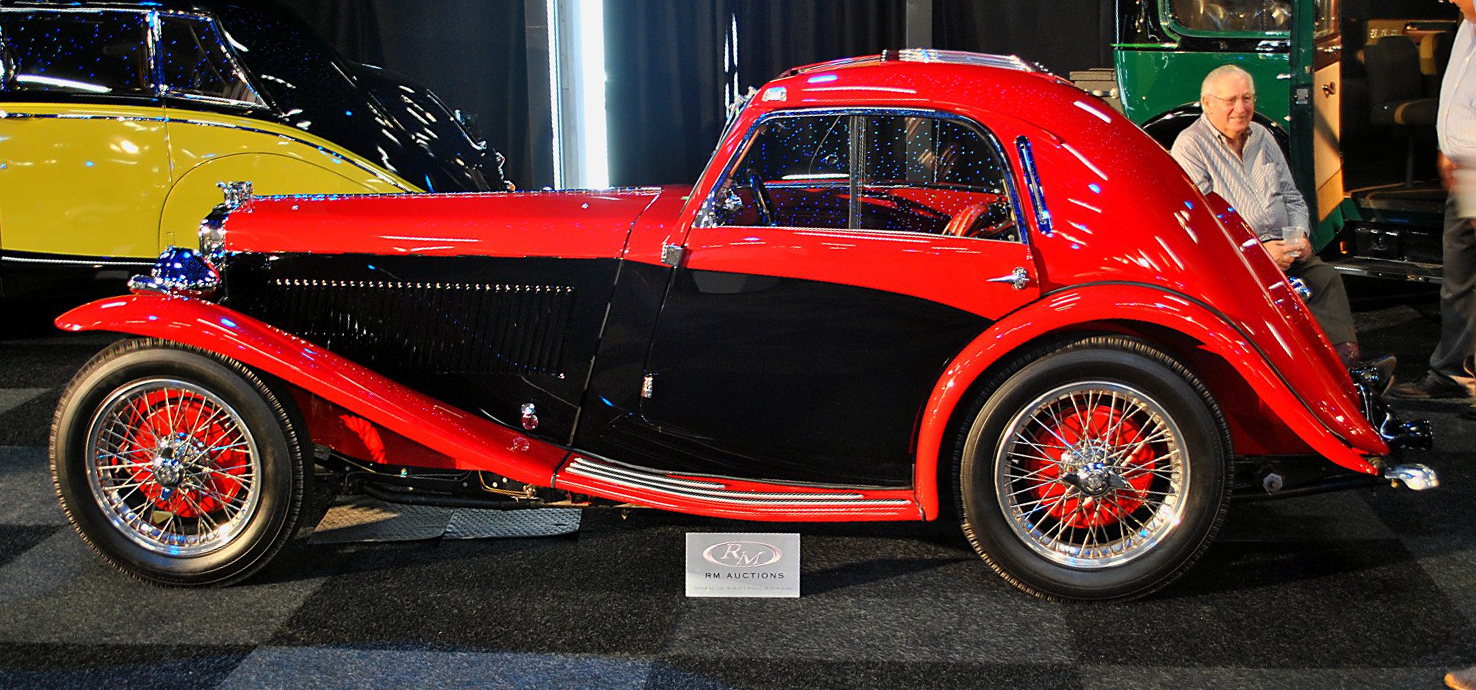
MG NB Magnette. Airline Coupe

у 1935 провели певну зміну дизайну кузова з передніми навісними дверима, зміною сидінь, панелі приладів. виділявся кузов  Airline Coupé 

### Технічні дані MG NB
|               |                       |
| Розміри       | Параметри             |
| Роки випуску: | 1935-1936             |
| Тип кузова:   | 2- і 4-місні родстери |
| Мотор         | 6-циліндровий, рядний |
| Об'єм мотора  | 1271 см³              |

### MG ND

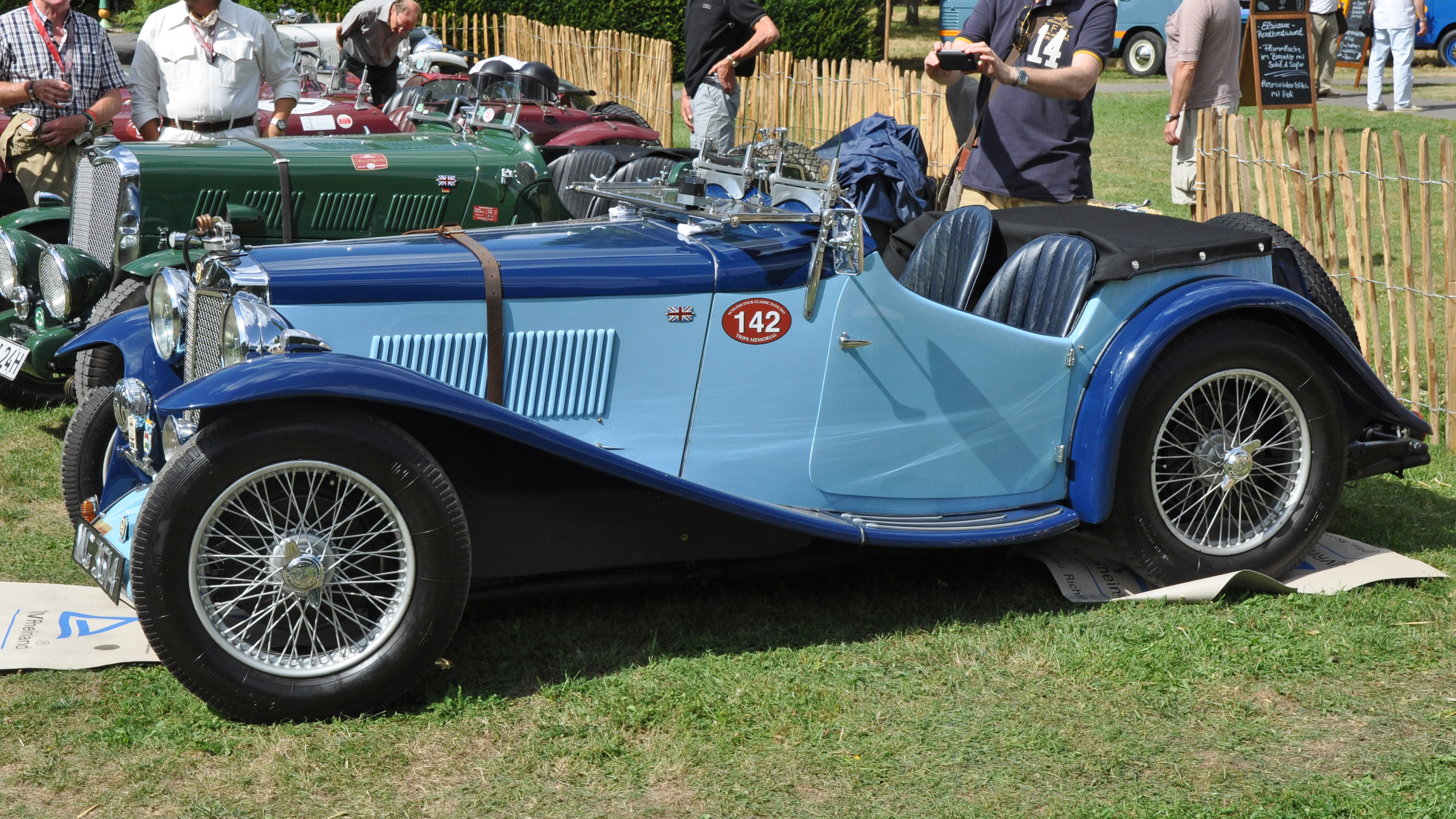
MG ND. 1934

Модель збудували на основі нерозпроданих близько 40 кузовів MG К2, встановлених на шасі MG N-Type. імовірно продавались лише 1934 року.

### Технічні дані MG ND
|               |                  |
| Розміри       | Параметри        |
| Роки випуску: | 1934             |
| Тип кузова:   | 2-місний родстер |
| Об'єм мотора  | 1271 см³         |

### MG NE
На основі 7 машин, збудованих 1934 для гонки Tourist Trophy, створили модифікацію MG NE з 2-місними кузовами і модернізованим мотором потужністю 68 к.с. при 6500 об/хв. у 1935 на трьох авто встановили деякі вузли з MG P-Type та створили гоночну команду із заводською підтримкою "Musketeer" для накопичення досвіду експлуатації.

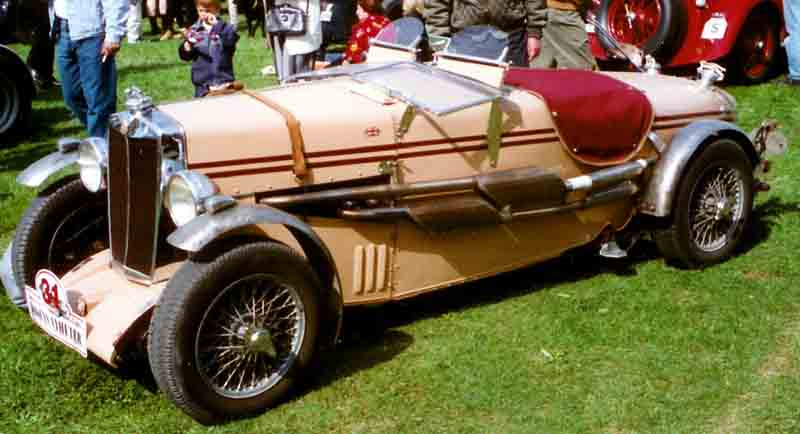
MG NE. 1934

### Технічні дані MG NE
|               |                |
| Розміри       | Параметри      |
| Роки випуску: | 1934           |
| Тип кузова:   | 2-місний седан |
| Об'єм мотора  | 1271 см³       |